# Péter Bernek
Péter Bernek (13 aprile 1992) è un ex nuotatore ungherese.

## Palmarès
- Mondiali in vasca corta

Doha 2014: oro nei 400m sl.
Windsor 2016: bronzo nei 400m sl.
- Europei

Debrecen 2012: argento nei 200m dorso e bronzo nella 4x200m sl e nella 4x100m misti.
Londra 2016: bronzo nei 400m sl.
- Europei in vasca corta

Stettino 2011: bronzo nei 200m dorso.
Chartres 2012: argento nei 200m dorso.
Herning 2013: argento nei 200m dorso.
Netanya 2015: oro nei 400m sl.
Copenaghen 2017: oro nei 400m misti e argento nei 400m sl.
- Olimpiadi giovanili

Singapore 2010: oro nei 200m dorso.
- Europei giovanili

Praga 2009: argento nei 400m sl e nei 200m dorso e bronzo nella 4x100m misti.
Helsinki 2010: oro nei 200m dorso e argento nei 100m dorso.

## International Swimming League
| Stagione 2019 |
| ------------- |
| London Roar   |